# Antero Markelin
Antero Markelin (* 10. April 1931 in Mäntsälä; † 14. November 2005 in Helsinki) war ein finnischer Architekt, Stadtplaner und Hochschullehrer.

## Studium und erste Berufsjahre
Nach der vom Krieg geprägten Kindheit in Ost- und Mittelfinnland verbrachte Markelin die Jugend auf dem Familiengut in Tikkurila nahe Helsinki. Von 1951 bis 1953 studierte er Architektur an der Technischen Hochschule München. Zurück in Finnland, arbeitete er von 1956 bis 1959 als Student bei Aarne Ervi (1910–1977), darunter an Planungen für die Gartenstadt Tapiola und dem Porthania-Gebäude der Universität Helsinki. Das Studium schloss Markelin 1961 mit dem Diplom an der TH Helsinki ab, sein Lehrer im Städtebau war der Doyen Otto-Iivari Meurman (1890–1994). Im selben Jahr eröffnete Markelin gemeinsam mit seiner Frau Ulla ein Architekturbüro in Helsinki. Er war wissenschaftlicher Assistent am Lehrstuhl für Städtebau der TH Helsinki (1962–1965) und Chefredakteur der Bauzeitschrift Rakennusviesti (1963–1965).
In dieser Zeit lernte Markelin bedeutende finnische Architekten persönlich kennen, insbesondere Alvar Aalto. Mit ihrer gestalterischen Verpflichtung zum Genius Loci und zum menschlichen Maßstab zog die finnische Nachkriegsmoderne internationales Interesse auf sich und somit auch Besucher an. Als Kenner der finnischen Bau- und Stadtbaugeschichte sowie der damals aktuellen Architektur- und Städtebauszene entwickelte sich Markelin zu einem anerkannten Reiseführer, der Gäste in die Baukultur des Landes einführte. Eine der ersten Vortragsreisen zum Thema „Finnische Architektur“ führte ihn 1961 in sieben Hochschulen der Bundesrepublik Deutschland. 1964 unternahm Markelin seine erste Forschungsreise in die USA.

## Professur für Städtebau und Entwerfen an der Universität Stuttgart
Auf Einladung der Abteilung Architektur der Fakultät für Bauwesen der Technischen Hochschule Stuttgart hielt Markelin 1962 einen Gastvortrag, die Berufung zum Ordinarius für Städtebau und Entwerfen erfolgte 1966 – auf den Lehrstuhl, den bis 1960 Richard Döcker innehatte. 31 Jahre lang lehrte Markelin Städtebau und Entwerfen am Städtebau-Institut (SI), 1997 folgte seine Emeritierung. Markelin wurde drei Mal zum Dekan gewählt (1969–1971, 1977–1978, 1992–1995). 1975 wurde er zum Mitglied der Deutschen Akademie für Städtebau und Landesplanung berufen.

## Lehre und Forschung
Grundsätzlich pflegte Markelin eine pragmatisch-integrative Sicht auf die Stadtplanung in der Überzeugung, dass der Stadtraum das wichtigste Element im Städtebau sei. Wie er in seiner Antrittsvorlesung Die soziale Verantwortung der Architekten am 10. Mai 1968 formulierte, begriff er die Stadtgestaltung als soziale Aufgabe. Daher zeigte Markelin ein reges Interesse für die Schnittstelle zwischen Städtebau und Architektur, insbesondere für die sinnlich-atmosphärische Stadtgestaltung im menschlichen Maßstab. Zugleich förderte er die interdisziplinäre Zusammenarbeit mit Psychologen und Soziologen.
Davon zeugen Fachtagungen wie Probleme der Stadtgestaltung (1971) und Aufgaben und Methoden der Stadtgestaltung (1972) – eine der ersten internationalen Tagungen zur Stadtgestaltung (siehe Mensch und Stadtgestalt, 1974, mit M. Trieb), und die Publikation Stadtbild in der Planungspraxis (1976, mit M. Trieb).
Für die Stadtgestaltung fand Markelin in Michael Trieb einen Mitstreiter, der bei ihm auch promovierte. Markelin setzte sich dafür ein, am SI das Fachgebiet Stadtgestaltung und Stadtentwicklungsplanung aufzubauen, das Trieb von 1979 bis 2002 leitete.
Parallel dazu richtete Markelin mit seinem Team zwischen 1975 und 1977 am SI ein Modell- und Simulationslabor für endoskopische Modellvisualisierung ein. Es bewährte sich auch bei kommunalen Aufgaben und bildete die Grundlage für das heutige digitale SI-Medienlabor. Markelin verfolgte das Ziel, geplante Stadträume in Bezug auf ihre Qualitäten im städtebaulichen Entwurf besser prüfen und gestalten zu können. Einen besonderen Schwerpunkt legte er auf die Gestaltung des nächtlichen Stadtbildes. Daraufhin entwickelte Markelin eine Expertise in der Stadtbild- und Lichtplanung.
Zudem legte Markelin 1985 (mit R. Müller) im Stuttgarter Karl Krämer Verlag die erste Stadtbaugeschichte Stuttgarts vor (zweite Auflage 1991).
Der Lehre an der Stuttgarter Fakultät eröffnete Markelin einen internationalen Horizont – in fachlicher und persönlicher Hinsicht. In der Seminarreihe „Städtebau International“ widmete sich Markelin der Vorstellung und Analyse bedeutender Städte aus allen Kulturkreisen und Erdteilen. Aufgrund seiner Kenntnisse – die meisten dieser Städte kannte er aus persönlicher Anschauung –, seines Einfühlungsvermögens und seiner anschaulichen Vermittlung galt Markelin als inspirierender Pädagoge, der zum selbständigen Denken und Urteilen anregte. Er organisierte die ersten Exkursionen der Stuttgarter Fakultät in die nordischen Länder und nach England und hielt zahlreiche Vorträge innerhalb und außerhalb Europas. Die internationalen Kontakte der Fakultät baute er aus und war zeitweilig Ansprechpartner des Deutschen Akademischen Austauschdienstes.

## Gesellschaftliches und kulturelles Engagement
Während seiner gesamten Laufbahn setzte sich Markelin für die kulturelle und architekturkulturelle Verständigung zwischen Deutschland und Finnland ein. 1952 beteiligte er sich an der Gründung der Deutsch-Finnischen Gesellschaft e. V. in München. Er war Mitgründer und von 1994 bis 2005 erster Vorsitzender der Alvar Aalto Gesellschaft e. V. in Deutschland, Österreich und der Schweiz. In dieser Funktion war Markelin zum Beispiel eine treibende Kraft bei der Organisation der Festlichkeiten zum 100. Geburtstag Aaltos im Aalto-Theater in Essen.
Markelin brachte sich mit zahlreichen Fachartikeln in gesellschaftliche Debatten ein. Aufgrund seiner Expertise und Vermittlungsfähigkeit war er ein gefragter Redner, er zog städtische und kommunale Delegationen aus Finnland wie Deutschland an. Er war Mitglied im Beirat des Finnland-Instituts in Berlin und Ehrenmitglied der Deutsch-Finnischen Gesellschaft e. V.

## Freiberufliche Architektentätigkeit
Markelin war freiberuflich als Architekt und Stadtplaner in Deutschland und Finnland tätig, oft mit dem Schwerpunkt Stadtgestaltung und Lichtplanung: im eigenen Büro in Stuttgart; im Architekturbüro Antero & Ulla Markelin/Helsinki; als Teilhaber im Büro ARKTON OY/Helsinki und in der Planungsgesellschaft URBA/Stuttgart; Markelin war Mitglied im finnischen Architektenverband SAFA, in der Architektenkammer Baden-Württemberg, im Städtebau-Ausschuss der Stadt Stuttgart und in der European Architectural Endoscopy Association EAEA (heute European Architectural Envisioning Association).

## Privates
Antero Markelin verbrachte die Sommer mit seiner Familie auf einer Schäreninsel an der finnischen Ostsee, wo er gemeinsam mit seiner Frau ein Sommerhaus entworfen hatte.

## Auszeichnungen
- Ritterkreuz 1. Klasse des Finnischen Ordens der Weißen Rose (1995)
- Bundesverdienstkreuz am Bande der Bundesrepublik Deutschland (1999)

## Planungen und Publikationen (Auswahl)

### Stadt- und Regionalplanung
- 1962 Kerava, Neugestaltung der Innenstadt, Wettbewerb, 2. Preis
- 1963 Kirkkonummi, Rahmenplan für Aavaranta
- 1965 Sääksmäki, Rahmenplan für Viidennumero
- 1968 Untertürkheim, Ortssanierung (mit F.O. Blumers und K.-H. Keinath)
- 1968 Heidelberg, Gutachten für den Stadtteil Emmertsgrund (mit L. Götz)
- 1970 Lappeenranta, Gutachten über die städtebaulichen Folgen einer Hochschulgründung (mit H. Linde)
- 1974 Hansestadt Lübeck, Stadtbildplanung der Innenstadt (mit M. Trieb in Urba Planungsgesellschaft)
- 1974 Hansestadt Lübeck, Gestaltungssatzung für die Innenstadt (mit M. Trieb)
- 1984 Tikkurila, Platzgestaltung „Vantaanaukio“ der Innenstadt
- 1986 Myyrmäki, Rahmen- und Stadtbildplanung der Innenstadt
- 1986 Stuttgart, Gutachten zur Umnutzung des Güterbahnhof-Areals am Hauptbahnhof
- 1988 Vantaa, Rahmen- und Stadtbildplanung des Stadtteilzentrums von Korso
- 1988 Turku, Freiraumgestaltung des Marktplatzes und der benachbarten Straßenräume
- 1991 Forschungsprojekt im Auftrag des Bundesministeriums für Verkehr, Qualitätsanforderungen an Ortsdurchfahrten überörtlicher Straßen (mit G. Kölz)
- 1991 Kouvola, Rahmen- und Stadtbildplanung der Innenstadt
- 1991 Tampere, Tampella-Areal, geladener Wettbewerb, 3. Preis (mit E. Karvala, G. Kölz)
- 1992 Helsinki, Stadt- und Stadtbildplanung der Ringstraße Pasilanväylä (mit G. Kölz und VIATEK),
- 1992 Freiburg/Hinterzarten, städtebauliche Integration der neuen Umgehungsstraße B31 (mit G. Kölz)
- 2003 Tampere, Neugestaltung des zentralen Marktplatzes, Wettbewerb 1. Preis (mit E. Karvala, J. Ryösä)

### Stadtbild- und Lichtplanungen für Innenstädte
- 1977 Lübeck
- 1983 Helsinki, historische Altstadt
- 1987 Oulu
- 1988 Tampere, Flusslandschaft Tammerkoski, Wettbewerb 1. Preis
- 1988 Turku
- 1991 Ludwigsburg
- 1992 Braunschweig
- 2001 Baden-Baden
- 2002 Esslingen am Neckar (mit Stadtbauatelier)

### Bauten
- 1963 Kirkkonummi, Aavaranta Schulungszentrum des Arbeitgeberverbandes
- 1966 Helsinki, Reihenhaussiedlung Orisaarentie
- 1968 Hyvinkää, Wohnhaus Hillner
- 1969 Helsinki, Käpylä Spezialklinik für Querschnittsgelähmte, Verband Invalidiliitto
- 1970 Sääksmäki, Rasthaus Viidennumero (mit A. Ervi)
- 1971 Weingarten, Pädagogische Hochschule, Wettbewerb 1. Preis (Ausführung mit H. Rall)
- 1973 Schwäbisch Gmünd, Geschäftsgebäude der Deutschen Bank AG (mit H. Linde)
- 1975 Bonn, Elementa 72, Wohngruppe in der Celsiusstraße, Wettbewerb 3. Preis
- 1984 Helsinki, zweite Teilsanierung des Staatsratsgebäudes von C.L. Engel (1822), (mit Arkton OY)
- 1989 Helsinki, Schulungsgebäude für Pflegefachkräfte, Umnutzung und Sanierung einer Gesamthochschule (A. Ervi 1957)

### Publikationen (Auswahl)
- Licht und Stadtbild. In: Alvar Aalto-Gesellschaft (Hrsg.): Bulletin 22, München 2005.
- Wechselwirkungen in der Architektur zwischen Deutschland und Finnland. In: Deutsch-Finnische Gesellschaft e. V.: 50 Jahre Deutsch-Finnische Gesellschaft e. V. (DFG). Festschrift zur Jubiläumsfeier in München 2002. München 2002, S. 286–297
- Stadt Esslingen am Neckar – Lichtleitplanung für die Innenstadt. Mit Stadtbauatelier. Esslingen: Stadt Esslingen am Neckar, Stadtplanungs- und Stadtmessungsamt, 2002
- Alvar Aalto in Berlin. In: Saarinen, Hannes (Hrsg.): Finnland in Berlin. Helsinki: Otava Verlag, 2001, S. 96–99
- Lichtplanung und Stadtlandschaft. Ein Interview mit Stadtplaner Antero Markelin, von Gesa Loschwitz. In: Garten+Landschaft. Zeitschrift für Landschaftsarchitektur 2/2001, Themenheft Lichtkonzepte. München: Georg D. W. Callwey, 2001, S. 9–12
- Liebe ohne Gegenliebe: Architekturbeziehungen zwischen Finnland und den beiden deutschen Staaten in der Nachkriegszeit (Resümee). In: Bastmann-Bühner, Waltraud (Hrsg.): Zur Neuorientierung der finnisch-deutschen Kulturbeziehungen nach 1945. Helsinki: AUE Stiftung, 2000, S. 135–139
- Alvar Aalto lebt in seinen Werken fort. In: Deutsch-Finnische Rundschau Nr. 98, 30. Jg., September 1998. München: Deutsch-Finnische Gesellschaft e. V., 1998, S. 4–7
- Im Büro des Meisters. In: Der Architekt. Zeitschrift des Bundes Deutscher Architekten, Dezember 1997, Themenheft Alvar Aalto und Deutschland. Berlin: Verlag Ernst+Sohn, S. 762–764
- Von Lampen und Leuchten. In: Garten+Landschaft. Zeitschrift für Landschaftsarchitektur 4/1993, Themenheft Lichtkonzepte. München: Georg D. W. Callwey, 1993, S. 40–43
- Städtebauliches Institut, Fachgebiet Städtebau. In: Fehn, Lothar et al. (Hrsg.): Stuttgarter Schule. Vielfalt als Konzept. Stuttgart: Karl Krämer Verlag, 1992, S. 114–115
- Stadtbaugeschichte Stuttgart. Mit Rainer Müller. Stuttgart: Karl Krämer Verlag, 1985. 2. Auflage 1991, überarbeitet und erweitert (s. Abb. 10)
- Straßenbeleuchtung im Stadtbild. In: Messe Frankfurt GmbH (Hrsg.): Public Design. Jahrbuch zur Gestaltung öffentlicher Räume. Gütersloh 1985
- Leistungsfähigkeit der Modellsimulation: experimentelle Untersuchung. Mit Bernd Fahle, Johannes Haefele u. a. Stuttgart: Städtebauliches Institut, Universität Stuttgart, 1983
- The death and life of the town centre. In: Mikkola, Kirmo (Hrsg.): Genius Loci. In Commemoration of the 90th Birthday of Otto I. Meurman, 4th of June 1980. Helsinki: Rakennuskirja, 1980, S. 62–69
- Timo Penttilä: finnische Architektur. Katalog zur Ausstellung an der Universität Stuttgart, 27. November – 7. Dezember 1979. Mit Vittorio Magnago Lampugnani. Stuttgart: Städtebauliches Institut, Universität Stuttgart, 1979
- Umweltsimulation: sensorische Simulation im Städtebau. Mit Bernd Fahle. Stuttgart: Karl Krämer Verlag, 1979
- Erfahrungen bei der Anwendung sensorischer Simulation im Städtebau. In: Bauwelt 25, Juli 1977, S. 872–878
- Hansestadt Lübeck – Stadtbildanalyse und Entwurf der Gestaltungssatzung für die Lübecker Innenstadt. Mit M. Trieb in der Planungsgesellschaft URBA/Stuttgart. Lübeck 1977
- Stadtbild in der Planungspraxis: Stadtgestaltung vom Flächennutzungsplan bis zur Ortsbausatzung als Element der kommunalen Arbeit. Mit M. Trieb et al. Stuttgart: Deutsche Verlags-Anstalt, 1976
- Mensch und Stadtgestalt. Beiträge zu Aufgaben und Problemen der Stadtgestaltung. Dokumentation des internationalen Kongresses an der Universität Stuttgart 1972. Mit M. Trieb. Stuttgart: Deutsche Verlags-Anstalt, 1974
- Probleme der Stadtgestaltung. Dokumentation des Kolloquiums an der Universität Stuttgart vom 21. und 22. Oktober 1971. Mit M. Trieb. Stuttgart: Städtebauliches Institut, Universität Stuttgart, 1972